# Napeague
Napeague és una concentració de població designada pel cens dels Estats Units a l'estat de Nova York. Segons el cens del 2000 tenia 223 habitants.

## Demografia
Segons el cens del 2000, Napeague tenia 223 habitants, 105 habitatges, i 64 famílies. La densitat de població era de 22,2 habitants per km².
Dels 105 habitatges en un 17,1% hi vivien nens de menys de 18 anys, en un 46,7% hi vivien parelles casades, en un 10,5% dones solteres, i en un 39% no eren unitats familiars. En el 33,3% dels habitatges hi vivien persones soles el 10,5% de les quals corresponia a persones de 65 anys o més que vivien soles. El nombre mitjà de persones vivint en cada habitatge era de 2,12 i el nombre mitjà de persones que vivien en cada família era de 2,59.
Per edats la població es repartia de la següent manera: un 15,2% tenia menys de 18 anys, un 6,3% entre 18 i 24, un 23,3% entre 25 i 44, un 32,3% de 45 a 60 i un 22,9% 65 anys o més.
L'edat mediana era de 48 anys. Per cada 100 dones de 18 o més anys hi havia 107,7 homes.
La renda mediana per habitatge era de 44.688 $ i la renda mediana per família de 48.333 $. Els homes tenien una renda mediana de 37.500 $ mentre que les dones 31.875 $. La renda per capita de la població era de 23.403 $. Entorn del 9,7% de les famílies i el 13,3% de la població estaven per davall del llindar de pobresa.